# Peter Ohlström
Björn Peter Ohlström född 9 december 1944, död 22 juli 2012, var en fotograf, Stockholms stads sista fåraherde med ansvar för Kungens får 1976-1992, samt enhetschef för Fornminnesgruppen, vilken han var med att starta 1994.

## Biografi
Som fotograf arbetade Ohlström såväl för skivbolaget Metronome, Teknisk Tidskrift, och som fotografen var han också med i rollistan i filmen Jag älskar, du älskar, en svensk film från 1968 i regi av Stig Björkman
Peter Ohlström efterträdde 1976 Dan Köhl som ansvarig herde för Stockholms stads schäferi och fårhjord, i folkmun kallade Kungens får, bestående av en stambesättning av cirka 240 tackor, fyra baggar, och som sommartid med lamm utgjorde över 600 får, vilka betade på Ladugårdsgärde fram till sent 1990-tal, och därefter på Järvafältet. Fårhjorden slaktades 1992, och Ohlström blev den siste herden för Stockholm Stads 50-åriga tradition av fårhållning, med rötter i medeltiden.
Som enhetschef för Fornminnesgruppen ansvarade han för skötsel av cirka 350 fornminnen som finns i Stockholm, en verksamhet som också lades ner 2009.
Ohlström höll privat en mindre fårbesättning med gutefår på Linabro gård i Södertälje, och verkade sakkunnigt och politiskt i olika frågor rörande baggbesiktningar och Gutefårens Genbank, fram till 2006 som representant för föreningen Gutefåret och  GutefårAkademin, och försökte utreda vissa genetiska sjukdomar hos denna fårras där han bland annat framhöll att "slidframfall är rastypiskt för gutefåret" (prolaps).
Peter Ohlström avled 22 juli 2012 och är begravd på Södertälje kyrkogård.